# Ahun
 Ahun  (en occitano Aiun) es una localidad y comuna francesa, en la región de Lemosín, departamento de Creuse, en el distrito de Guéret. Es el chef-lieu y la mayor población de su cantón.
Está integrada en la Communauté de communes du Pays du Creuse Thaurion Gartempe, de la que es la sede.

## Demografía[1]
| 1 850 | 1 564 | 1 711 | 1 993 | 2 112 | 2 183 | 2 203 | 2 242 | 2 194 | 2 285 | 2 450 | 2 330 | 2 360 | 2 392 | 2 475 | 2 445 | 2 349 | 2 307 | 2 223 | 2 152 | 1 803 | 1 764 | 1 788 | 1 830 | 1 692 | 1 574 | 1 491 | 1 623 | 1 605 | 1 529 | 1 481 | 1 501 | 1 568 |
| Para los censos de 1962 a 1999 la población legal corresponde a la población sin duplicidades (Fuente: INSEE [Consultar]) |       |       |       |       |       |       |       |       |       |       |       |       |       |       |       |       |       |       |       |       |       |       |       |       |       |       |       |       |       |       |       |       |

## Monumentos
- La iglesia de Saint-Sylvain, en francés église Saint-Silvain d'Ahun.[8]
- A tres kilómetros de Ahun, en la villa de La Chezotte, se levanta un viejo castillo feudal, llamado Château de la Chezotte bien conservado.[9]
- El castillo de Chantemille, en francés Château de Chantemille del siglo X.[10]
- El castillo de Massenon (fr) del siglo XV.[11]
- Una fuente junto al ayuntamiento.[12]
- El viaducto de Busseau, en francés viaduc de Busseau, viaducto ferroviario situado entre las comunas de Ahun y de Cressat, inscrito en el título de monumento históricos de Francia en 1975.

## Personas vinculadas
- Marcel Rohrbach, ciclista.